# لذت‌های ناشناخته
لذت‌های ناشناخته (به انگلیسی: Unknown Pleasures) اولین جٌنگ استودیویی گروه پست پانک انگلیسی جوی دیویژن است که در 15 ژوئن 1979 توسط فکتوری رکوردز منتشر شد. این آلبوم طی سه هفته متوالی در استودیو استرابری در شهر استوکپورت در آپریل 1979 ضبط و میکس شد. تولید کننده لذت های ناشناخته مارتین هانت، از چندین فن و شیوی ضبط جدید دز ضبط این جنگ استفاده کرد. پوشن هنری لذت های ناشناخته توسط پیتر ساویل با استفاده از نمودار داده های چندین سیگنال تپ اختر رادیویی، درست شده است.
این تنها جنگ جوی دیویژن است که در طول زندگی ایان کورتیس خواننده اصلی گروه منتشر شده است. فکتوری رکوردز هیچ تک‌آهنگی برای تبلیغ لذت های ناشناخته پخش نکرد و با اینکه تک آهنگ بعدی گروه  فرافرستیوارد نمودار های فروش شد، اما لذت های ناشناخته نتوانست وارد نمودار های فروش شود.
از لذت های ناشناخته با نام یکی از مهمترین جنگ های پست پانک یا می کنند. لذت های ناشناخته مورد تحسین منتقدان قرار گرفت و توسط انتشاراتی مانند ان ام ئی، آل میوزیک، سلکت، رولینگ استون و اسپین به عنوان یکی از بهترین جنگ های تمام دوران یاد می شود.